# Cleghornia
Cleghornia es un género de fanerógamas de la familia Apocynaceae. Contiene dos especies aceptadas.

## Taxonomía
El género fue descrito por Robert Wight y publicado en Icones Plantarum Indiae Orientalis 4: , pl. 1310. 1850[1850].

## Especies aceptadas
A continuación se brinda un listado de las especies del género Cleghornia aceptadas hasta octubre de 2013, ordenadas alfabéticamente. Para cada una se indica el nombre binomial seguido del autor, abreviado según las convenciones y usos. 
- Cleghornia acuminata Wight
- Cleghornia malaccensis King & Gamble